# 大隈言道
大隈 言道（おおくま ことみち、寛政10年（1798年） - 慶応4年7月29日（1868年9月15日））は、江戸時代後期の歌人。父は商家大隈言朝。福岡の出身。池萍堂（萍堂）・篠廼舎、観水居などと号した。
二川相近に師事して和歌を学び、30歳代半ばで独自の歌風を築いた。また、広瀬淡窓に師事して漢学を学んでいる。佐佐木弘綱、萩原広道などとも交友があった。門下に幕末の勤王歌人の野村望東尼が居る。
歌集に「草径集」、「続草径集」がある。